# Sigurd Fries
Claes Sigurd Elias Fries, född den 22 april 1924 i Stockholm, död den 24 juni 2013 i Umeå, var en svensk språkvetare. 

## Biografi
Sigurd Fries var son till botanikern Robert Elias Fries och Nanna Curman, samt ättling till botanisten Elias Fries.
Sigurd Fries blev filosofie doktor och docent i nordiska språk vid Uppsala universitet 1957, och var professor i svenska språket vid Umeå universitet 1969–1988. Han blev ledamot av Kungliga Skytteanska samfundet 1969, Vetenskapssamhället i Uppsala 1970, Gustav Adolfs Akademien 1974 och Vitterhetsakademien 1983.
I sin forskning var han inriktad främst på ortnamn, växtnamn, dialekter och textedering. Sigurd Fries deltog 1980–2005 i utgivningen av August Strindbergs samlade verk och 2003–2005 av Linnés lappländska resa i tre band.
Han var sedan 1953 gift med prästen och översättaren Ingegerd Fries (1921–2016), dotter till H.S. Nyberg och Fanny Hasselberg.

## Verk i urval
- Studier över nordiska trädnamn (avhandling), 1957
- Stätt och stätta i Norden: ett verbalabstrakts betydelseutveckling och ett bidrag till studiet av hägnadsterminologien, 1964
- Svenska växtnamn i riksspråk och dialekt, 1975
- Linné och de svenska växtnamnen : ett kapitel ur det svenska växtnamnsskickets historia, 1977
- Växtnamn då och nu : artiklar sammanställda till Sigurd Fries sjuttioårsdag den 22 april 1994, 1994

## Priser och utmärkelser
- Margit Påhlsons pris 1988
- Svenska Akademiens språkforskarpris 2007